# Louise Secrétan
Louise Secrétan, née le 6 mars 1846 et morte le 8 décembre 1920, est une enseignante et écrivaine vaudoise.

## Biographie
Fille du philosophe Charles Secrétan, Louise Secrétan est enseignante à l'école supérieure des jeunes filles de Lausanne et à l'école Vinet. 
Elle est également connue pour avoir été la biographe de son père, lui consacrant un ouvrage loué par la critique, Charles Secrétan, sa vie, son œuvre, rédigé entre 1906 et 1911. 

## Sources
- « Louise Secrétan », sur la base de données des personnalités vaudoises sur la plateforme « Patrinum » de la Bibliothèque cantonale et universitaire de Lausanne.
- Dossier ATS/ACV